# Piedmont (South Carolina)
Piedmont is een plaats (census-designated place) in de Amerikaanse staat South Carolina, en valt bestuurlijk gezien onder Anderson County en Greenville County.

## Demografie
Bij de volkstelling in 2000 werd het aantal inwoners vastgesteld op 4684.

## Geografie
Volgens het United States Census Bureau beslaat de plaats een oppervlakte van
22,6 km², waarvan 22,2 km² land en 0,4 km² water.

## Plaatsen in de nabije omgeving
De onderstaande figuur toont nabijgelegen plaatsen in een straal van 12 km rond Piedmont.